# Cratere Tisserand
Tisserand è un cratere lunare di 34,63 km situato nella parte nord-orientale della faccia visibile della Luna.